# Antropologia culturale

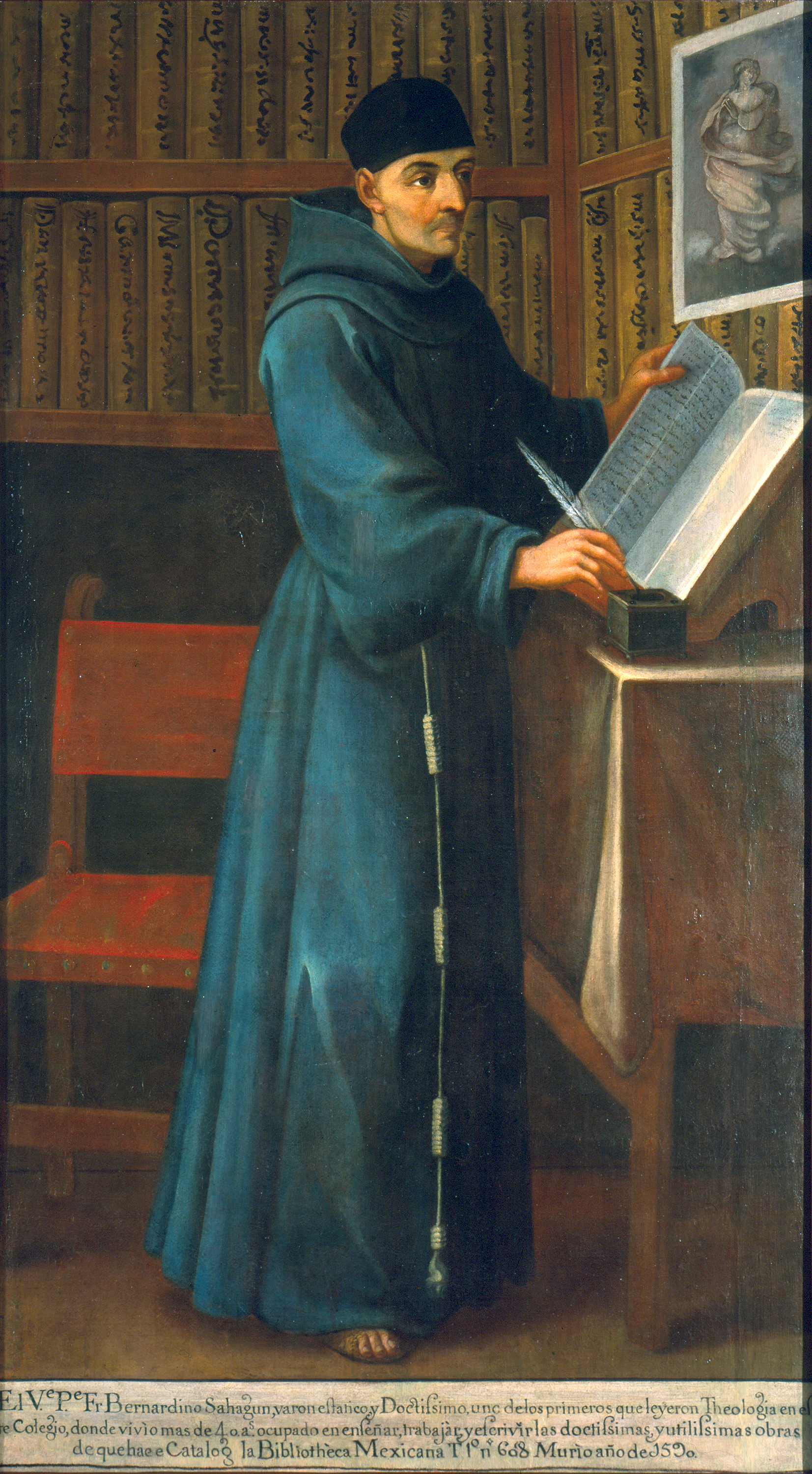
Bernardino de Sahagún, considerato il fondatore dell'antropologia moderna.

L'antropologia culturale è uno dei campi dell'antropologia, lo studio olistico dell'umanità. In particolare essa è la disciplina che ha promosso e sviluppato la cultura come oggetto di studio scientifico; essa è anche il ramo dell'antropologia che studia le differenze e le somiglianze culturali tra gruppi di umani.
Parte del mondo accademico ha scelto di considerare sotto questa etichetta tutte le scienze demo-etno-antropologiche non fisiche. Tuttavia, si tende anche a dare all'antropologia culturale continuità con la sua provenienza dalla tradizione americana, considerandola quindi un approccio antropologico particolare che privilegia lo studio di aspetti più culturali dell'umanità.

## Concetti di base
I concetti su cui si basa l'antropologia culturale sono in parte dovuti a una reazione contro la passata concezione occidentale basata sull'opposizione tra natura e cultura, secondo la quale alcuni esseri umani sarebbero vissuti in un ipotetico "stato naturale". Gli antropologi si oppongono a questa visione, in quanto la cultura fa in realtà parte della natura umana: ogni persona ha infatti la capacità di classificare le proprie esperienze, di codificare simbolicamente tali classificazioni e di insegnare tali astrazioni ad altri. Poiché la cultura viene appresa, le persone che vivono in luoghi differenti avranno differenti culture. Gli antropologi hanno inoltre sottolineato che attraverso la cultura le persone possono adattarsi al proprio contesto ambientale in modi non-genetici, cosicché persone che vivono in contesti ambientali diversi avranno spesso culture differenti, anzi, addirittura elementi comuni che tra le culture hanno quasi sicuramente significati diversi.
Molte delle teorie antropologiche si basano sulla considerazione e l'interesse per la tensione tra l'ambito locale (le culture particolari, il folklore) e l'ambito globale (la natura umana universale, ovvero la rete di connessioni che unisce le persone di luoghi diversi). Dobbiamo anche dire che l'antropologia culturale ha vari settori, come tutte le altre discipline. Abbiamo l'antropologia politica, l'antropologia medica, l'antropologia della parentela, l'antropologia religiosa, l'antropologia applicata e l'antropologia psicologica.

## Storia e definizione della disciplina

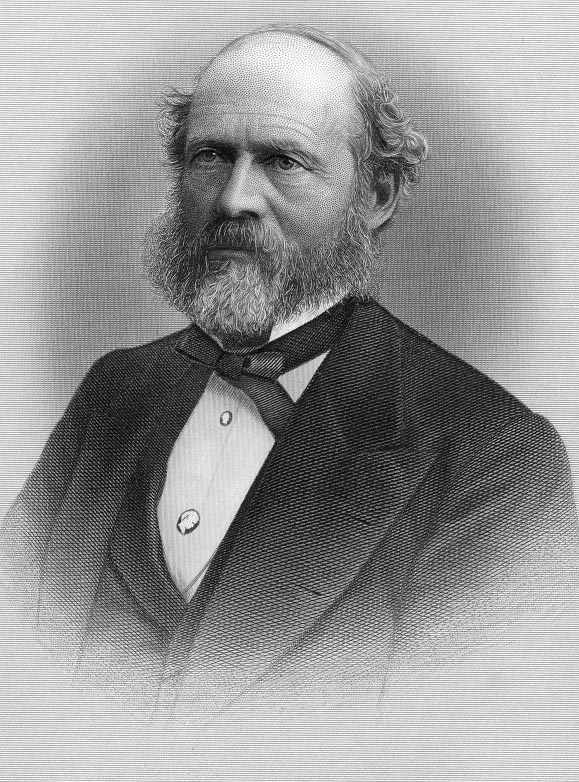
Lewis Henry Morgan

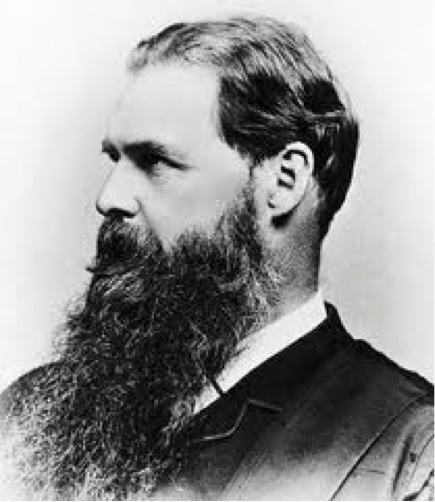
Edward Burnett Tylor

L'antropologia culturale ha le sue radici nelle riflessioni che le scoperte geografiche suscitarono negli umanisti europei dei secoli XVI-XVII e nasce nel XIX secolo, tra Europa e Stati Uniti. L'espansione della borghesia capitalista, lo sfruttamento delle terre coloniali, lo sviluppo e la protezione dei nuovi mercati, il rapporto 'amministrativo' con la 'gente di colore', lo sforzo connesso alla cristianizzazione dei 'pagani', furono tutte condizioni dello sviluppo degli studi antropologici. Lewis Henry Morgan, Edward Burnett Tylor e James Frazer furono tra le prime figure di spicco di una disciplina che utilizzava principalmente materiali raccolti da altri, di solito missionari, esploratori, o ufficiali coloniali, Fin da principio, lo studio antropologico delle culture 'altre' fu spesso funzionale - per quanto riguarda gli studiosi in modo più o meno consapevole - alla dominazione e allo sfruttamento dei popoli entrati in contatto con l'espansionismo occidentale. Popoli che per poter essere dominati, dovevano innanzitutto essere concepiti e in qualche modo ricondotti a schemi interpretativi precostituiti. Tuttavia, di pari passo, l'osservazione dell'umana alterità consentì di mettere in causa proprio quelli stessi schemi, di osservarli da punti di vista nuovi e inusuali, mediante uno sguardo confrontante e critico.
Sebbene in Inghilterra l'approccio antropologico ponesse al centro non tanto la cultura ma la società, fu proprio il britannico Tylor a dare la prima definizione di cultura: "presa nel suo più ampio significato etnografico è quell'insieme complesso che include il sapere, le credenze, l'arte, la morale, il diritto, il costume, e ogni altra competenza e abitudine acquisita dall'uomo in quanto membro della società". Nel XIX secolo gli etnologi erano divisi: alcuni, come Grafton Elliot Smith ipotizzavano che i differenti gruppi umani dovessero in qualche modo aver appreso queste usanze simili gli uni dagli altri, sebbene in modo indiretto: in altre parole credevano che i tratti culturali si diffondessero da un luogo all'altro. Altri pensavano che differenti gruppi fossero capaci di inventare credenze e pratiche simili indipendentemente l'uno dall'altro.

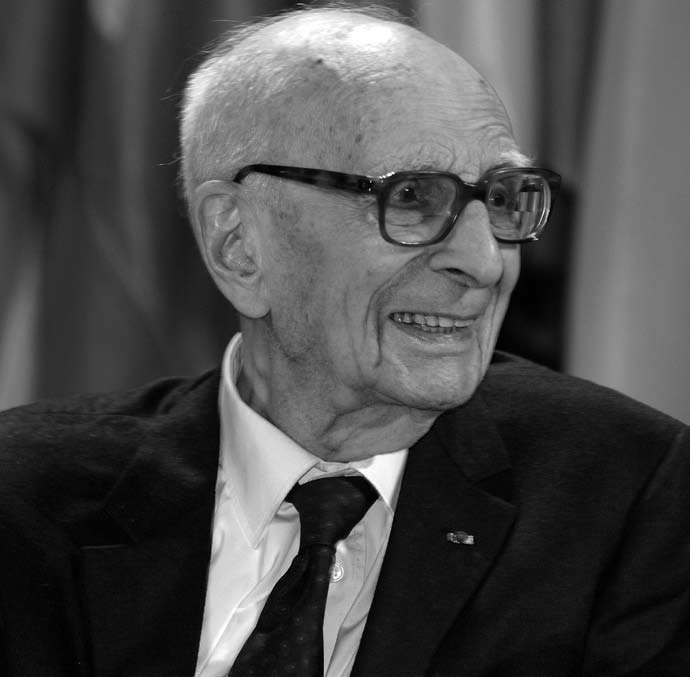
Claude Lévi-Strauss

La disciplina per tutto l'Ottocento fu comunque dominata da coloro che, come Morgan, ipotizzavano che le somiglianze indicassero che i differenti gruppi fossero passati attraverso i medesimi stadi di evoluzione culturale. Nel XX secolo gli antropologi per la maggior parte rifiutarono la concezione secondo la quale tutte le società umane dovrebbero passare attraverso tutti gli stadi di sviluppo nello stesso ordine. Alcuni etnologi del XX secolo, come Julian Steward, hanno piuttosto ritenuto che le somiglianze riflettessero adattamenti simili a un simile contesto ambientale. Altri come Claude Lévi-Strauss, hanno ipotizzato che tali somiglianze riflettano fondamentali somiglianze nella struttura del pensiero umano (vedi Strutturalismo).
Sempre nel XX secolo gli antropologi socio-culturali si rivolsero per lo più agli studi etnografici, vivendo per qualche tempo a scopo di studio in mezzo alle società in esame, partecipando e contemporaneamente osservando la vita sociale e culturale del gruppo. Questo metodo fu sviluppato da Bronisław Malinowski (che svolse lavori sul campo nelle isole Trobriand e insegnò in Inghilterra), e promosso anche da Franz Boas (che lavorò nelle isole Baffin e insegnò negli Stati Uniti). Sebbene gli etnologi del XIX secolo considerassero le teorie della diffusione e dell'invenzione indipendente come ipotesi che si escludevano a vicenda, molti etnologi furono d'accordo nel riconoscere che entrambi i fenomeni accadono e che entrambi sono spiegazioni plausibili per le somiglianze.
Questi etnografi facevano tuttavia notare che tali somiglianze erano spesso superficiali, e che persino certi tratti culturali che subivano un processo di diffusione, spesso cambiavano di significato e di funzione nel trasferimento da una società all'altra. Di conseguenza questi antropologi non erano interessati a paragonare tra loro le diverse culture, per trarne generalizzazioni sulla natura umana o per scoprire le leggi universali dello sviluppo culturale, ma piuttosto si preoccupavano di comprendere le culture particolari nei loro propri termini. Essi promossero la concezione del "relativismo culturale", considerando che le credenze e i comportamenti di una persona potessero essere compresi solo nel contesto della cultura in cui questa viveva.

### Antropologia sociale e culturale
Agli inizi del XX secolo l'antropologia si sviluppò in forme diverse in Europa e negli Stati Uniti. Gli antropologi europei si occuparono soprattutto dell'osservazione dei comportamenti e della struttura sociale, ossia delle relazioni tra i ruoli sociali (p.e. marito e moglie, o genitore e figlio) e le istituzioni sociali (p.e. religione, economia, politica). Il metodo di osservazione di altre culture viene definito "osservazione partecipante", che sta a indicare l'osservazione diretta e non passiva delle pratiche locali.
Gli antropologi americani invece si occuparono soprattutto dei modi in cui le persone esprimono la loro visione su se stesse e sul mondo che le circonda, soprattutto riguardo alle forme simboliche (arti e ai miti). Al centro della loro riflessione c'è la cultura, la sua trasmissione, innovazione, variazione. Questi due approcci spesso coincidono (ad esempio la parentela è vista insieme come sistema simbolico e come istituzione sociale), ma le descrizioni che si danno dei medesimi fenomeni sono rimaste a lungo fortemente orientate dalla scuola di appartenenza. Attualmente gli antropologi sono ugualmente interessati a quello che le persone fanno e a quello che dicono. Tuttavia, con l'espressione antropologia culturale si tende a indicare una visione dell'antropologia più vicina all'approccio di origine americana.
Anche sotto il profilo diacronico gli interessi si sono differenziati.

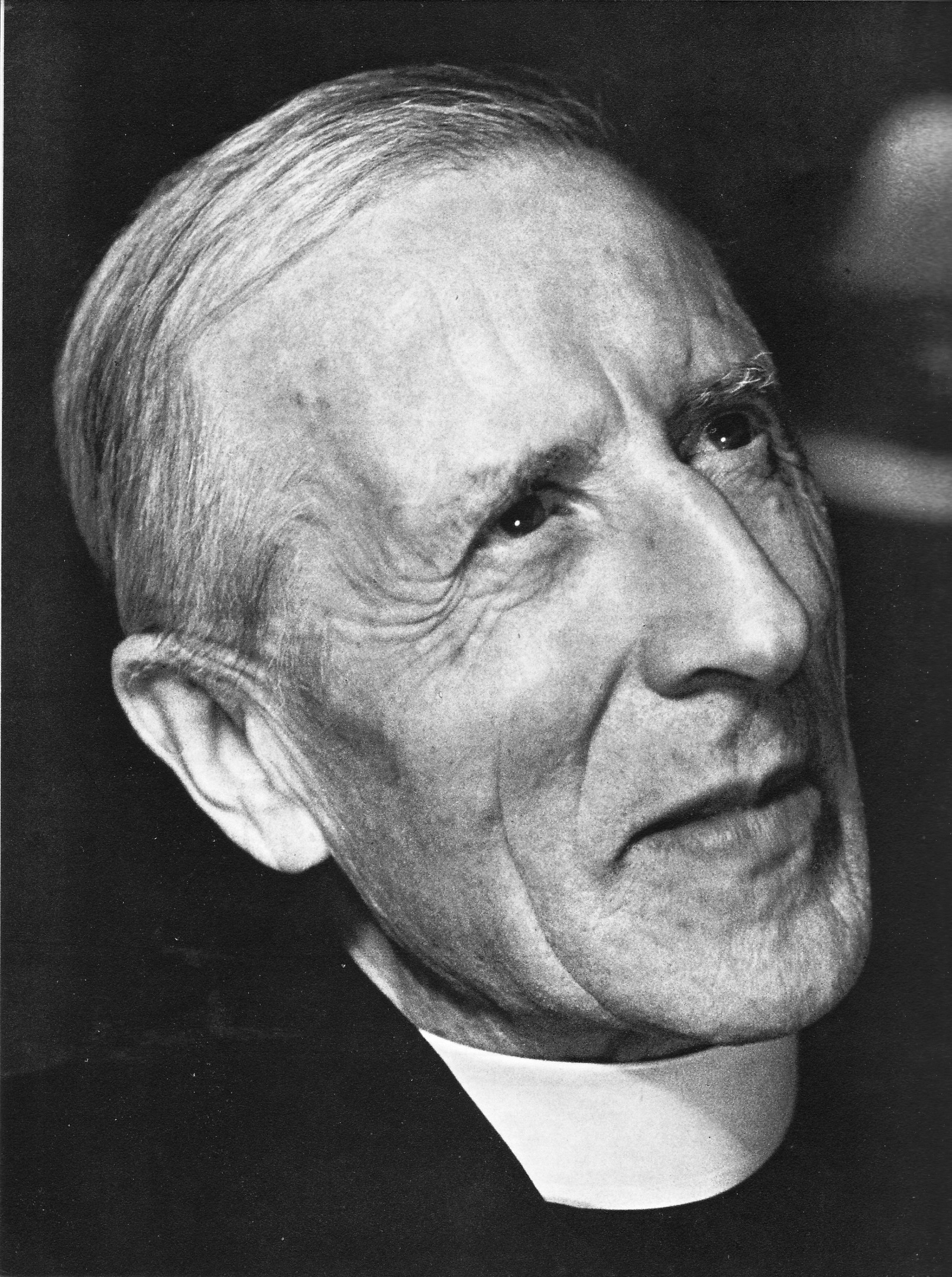
Pierre Teilhard de Chardin

Nella prima metà del XX secolo Pierre Teilhard de Chardin definì il fenomeno culturale come l'affermarsi della noosfera ossia della sfera in cui sono collocati tutti i significati riconoscibili dall'uomo. Come esiste una biosfera su tutta la superficie della terra, così si può dire che esiste anche una noosfera. Uno dei quesiti che si pose (siamo alla fine della seconda guerra mondiale) era se le varie culture, come quelle storiche che si erano trasformate in grandi civiltà come la egiziana, la sumera, la ittita, la indiana ecc., potessero essere comprese dai contemporanei e se le stesse potessero essere a loro volta linfa viva di rinnovamento per la società.
Gli studi di antropologia culturale e di Sociologia degli anni fra il 1950-1970, in particolare grazie ai grandi maestri americani, indicarono che gli strumenti della ricerca culturale potevano essere usati per studiare le società contemporanee in cui lo studioso viveva. Alfred L. Kroeber dimostrò che molti dei costrutti culturali che noi utilizziamo per la nostra vita arrivano da lontano e provano che la cultura si tramanda di generazione in generazione. Molti studiosi dopo di lui hanno dimostrato che un sistema culturale, quale esso sia, presenta tre proprietà: comunicabilità, trasmissibilità, condivisibilità.
La cultura è comunicabile perché, superata la barriera della lingua con la quale è espressa, è comprensibile a tutti e collocabile nel contesto storico che le è proprio. È trasmissibile perché sino a quando sopravvive essa tende a produrre un sistema sociale, o sistemi sociali su cui si appoggia. Si trasmette alle nuove generazioni che la rinnovano e la arricchiscono. È, infine, condivisibile, perché anche se una persona è nata e ha vissuto in un sistema culturale diverso può abbracciare questa cultura e far parte di essa anche da protagonista. Oggi a chi vuole entrare nella conoscenza della lingua straniera viene insegnato che deve anche imparare a conoscere ed amare la società che usa quella lingua. Abbiamo scoperto da allora che ogni sistema sociale, di per se stesso ha una cultura e per questo tende a generare un sistema culturale in cui il sistema sociale vive. Dalla interazione di entrambi si forma quello che è definito il modello di vita. Questo processo è un processo di acculturazione. Se poi, per amore o per altre ragioni, la persona in questione sceglie di viverci, ecco che si integra.
Questa scelta non fa perdere la cultura di origine ma la arricchisce. Il fenomeno delle emigrazioni, per diventare favorevole e riuscire, chiede che ci siano dei canali istituzionali che favoriscano questi processi. L'ostacolarli non fa altro che peggiorare le qualità sociopolitiche di una società entro la quale questi processi si manifestano. Ci sono ancora da ricordare i sistemi sociali che per loro natura non sono unici non sono esclusivi ed esistono accanto ad altri come alle strutture sociali non ancora costituite come sistema. Questi fenomeni che interessano la Sociologia contemporanea sono diretti a studiare le costellazioni di strutture sociali.

### Paradigmi attuali dell'antropologia culturale
L'antropologia culturale è tuttora dominata dalle ricerche etnografiche. Tuttavia molti antropologi culturali contemporanei hanno respinto i primi modelli di etnografia, che trattava le culture locali come confinate e isolate. Questi antropologi sono tuttora interessati ai differenti modi in cui le persone che vivono in luoghi diversi agiscono e comprendono le loro vite, ma ritengono spesso che non sia possibile comprendere tali modi di vita occupandosi esclusivamente del contesto locale. Si ritiene invece che si debba analizzare le culture locali nel loro contesto regionale o addirittura nelle relazioni politiche ed economiche globali. Si possono citare tra coloro che propongono tale approccio Arjun Appadurai, James Clifford, Jean Comaroff, John Comaroff, James Ferguson, Akhil Gupta, George Marcus, Sidney Mintz, Michael Taussig, Joan Vincent, e Eric Wolf.
Fondamentale per l'antropologia degli ultimi decenni è stato sottolineare il carattere astratto e costruito non solo dei concetti di etnia e gruppo, ma addirittura del concetto stesso di cultura. Da alcuni questo viene addirittura contestato come non fondato e accusato di contribuire alla creazione di identità forti utilizzate in contrasti politici. Inoltre, gli antropologi culturali hanno sempre più allargato il loro interesse anche alla cultura occidentale. Per esempio, un recente vincitore di un prestigioso premio per l'etnografia (In Search of Respect), ha svolto le sue ricerche nel quartiere di Harlem (New York).